# Bailo (Spagna)
Bailo è un comune spagnolo di 243 abitanti situato nella comunità autonoma dell'Aragona.

Fa parte della comarca della Jacetania. Il suo pane, di alto livello qualitatitivo, è molto apprezzato in regione.